# KK Medvode
O Košarkarski Klub Medvode Slovenija (em português:  Basquetebol Clube Medvode Eslovênia), conhecido também como Brinox Medvode por razões de patrocinadores, é um clube de basquetebol baseado em Medvode, Eslovênia que atualmente disputa a 2.SKL. Manda seus jogos no Ginásio Esportivo de Medvode.

## Histórico de Temporadas
| Temporada | Nível | Liga  | Pos. | J    | PL   | Resultado         |
| --------- | ----- | ----- | ---- | ---- | ---- | ----------------- |
| 2012-13   | 3     | 3.SKL | 11   | 5-17 |      |                   |
| 2013-14   | 3     | 3.SKL | 3    | 11-5 | 13-9 |                   |
| 2014-15   | 3     | 3.SKL |      |      |      |                   |
| 2015-16   | 3     | 3.SKL | 1    | 11-1 | 5-5  |                   |
| 2016-17   | 3     | 3.SKL | 1    | 14-0 | 10-0 | Promovido campeão |
| 2017-18   | 2     | 2.SKL |      |      |      |                   |

fonte:eurobasket.com

## Títulos

### Competições domésticas
- Terceira divisão

Campeões (1): 2016-17